# Волт
Волт (енг. volt; симбол: V) је СИ изведена јединица за електрични потенцијал и напон (изведена из ампера и вата). Добила је назив у част Алесандра Волте, који је 1800. године изумео прву хемијску батерију.
Волт се дефинише као потенцијална разлика на проводнику када електрична струја од једног ампера утроши један ват снаге. Стога се у СИ основи представља као m2 · kg · s-3 · A-1, што може да се представи и као један џул енергије по кулону, J/C. У суштини, волт мери колико кинетичке енергије носи сваки електрон, мерен у кулонима, поред наелектрисања. Па се тако волт, један фактор енергије, множи струјом, ампером, да би се добила укупна електрична снага струје у ватима.
Од 1990. године, волт се интернационално одржава користећи Џозефсонов ефекат, где се користи конвенцијом утврђена вредност за Џозефсонову константу, установљену на осамнаестој Генералној конференцији тежина и мера као: .

## Дефиниција
Волт се дефинише као разлика потенцијала на крајевима проводника када струја од једног ампера дисипира снагу од једног вата. Односну, у СИ систему , што се исто тако може записати и као џул енергије по кулону напона, J/C.
Од 1990. године Волт је међународно дефинисан, за практична мерења, кориштењем Џозефсоновог ефекта, где је уобичајена вредност узета као Џозефсонова константа, дефинисана у 18-ом вијеку као
.

### Дефиниција Џозефсоновог споја
„Конвенционални” волт, V90, који је дефинисан 1987. године на 18. Генералној конференцији за тегове и мере и у употреби од 1990, имплементиран је користећи Џозефсонов ефекат за за тачно претварање фреквенције у напон, у комбинацији са цезијумским стандардом фреквенције.
За Џозефсонову константу,  (где је e елементарно наелектрисање, а h Планкова константа), у сврху дефинисања волта коришћена је „конвенционална“ вредност . Као последица редефиниције СИ базних јединица 2019. године, Џозефсонова константа је редефинисана 2019. године да би имала тачну вредност од KJ = 483597,84841698... GHz⋅V−1, која је заменила конвенционалну вредност KJ-90.
Овај стандард се обично реализује помоћу серијски повезаног низа од неколико хиљада или десетина хиљада спојева, побуђених микроталасним сигналима између 10 и 80 GHz (у зависности од дизајна низа). Емпиријски, неколико експеримената је показало да је метода независна од дизајна уређаја, материјала, подешавања мерења, итд, и да у практичној примени нису потребни корекциони чланови.

## Објашњење
Разлика електричног потенцијала се може замислити као способност помицања електричног набоја кроз отпор. У суштини, волт мери колико кинетичке енергије поседује поједини електрон. Број електрона се мери као напон, у кулонима. Стога волт помножен с током струје, мерна јединица ампер што је кулон по секунди, даје укупну електричну снагу струје, у ватима. У време кад се у физици реч сила користила доста слободно, разлика потенцијала је названа као електромоторна сила или емс – појам који се и данас користи у поједином контексту.

### Разлика електричног потенцијала (напон)
Између две тачке у електричном пољу, попут онога у електричном колу, разлика потенцијала једнака је разлици њихових електричних потенцијала. Разлика је пропорционална електростатској сили која тежи потискивању електрона, или осталих носиоца набоја, из једне тачке у другу. Разлика потенцијала, електрични потенцијал и електромоторна сила се мјере у волтима, водећи обично према називу напон и симболу V (понекад се означава и са {\displaystyle {\mathcal {E}}}).
Напон се може збрајати на следећи начин: напон између A и C једнак је суми напона између A и B и између B и C. Две тачке електричног круга које су спојене идеалним проводником, проводником без отпора и без присутности промењивог магнетског поља, имају разлику потенцијала једнаку нули. Међутим други парови тачака могу исто тако имати разлику потенцијала једнаку нули. Ако такве две тачке повежу проводником кроз њега неће тећи струја. Различити напони у струјном кругу се могу израчунати кориштењем Кирхофових закона.
Напон је својство електричног поља, а не појединих електрона. Електрон који се креће кроз разлику напона доживљава повећање енергије, често мерено у електрон волтима. Овај ефект аналоган је падању масе с одређене висине у гравитационом пољу.

### Хидрауличка аналогија
Ако се електрични круг посматра као аналогна мрежа цеви у којима циркулише вода, погоњена црпкама у простору у којем не делује гравитација, тада разлика потенцијала одговара разлици притисака течности између две тачке. Уколико постоји разлика притисака између две тачке, тада вода тече из прве тачке према другој при чему може обављати рад, као на пример покретати турбину.
Ова хидрауличка аналогија је корисна метода за поучавање великог броја електричних појмова. У хидрауличком систему, рад потребан за покретање воде једнак је притиску помноженом са запремином помакнуте воде. Слично, у електричном кругу, рад потребан за помицање електрона или осталих носиоца набоја једнак је 'електричном притиску' (стари израз за напон) помноженом с количином премештеног електричног набоја. Напон је погодан начин квантификовања способности обављања рада.

### Техничка дефиниција
Разлика електричног потенцијала се дефинише као износ рада по набоју који је потребан за помицање електричног набоја из друге тачке у прву, или равноправно, износ рада који јединица набоја која протиче из прве тачке према другој може произвести. Разлика потенцијала између две тачке а и б је линијски интеграл електричног поља E:
{\displaystyle V_{a}-V_{b}=\int _{a}^{b}\mathbf {E} \cdot d\mathbf {l} =\int _{a}^{b}E\cos \phi dl.}

## Корисне формуле

### Истосмерна кола
{\displaystyle U={\sqrt {PR}}}
{\displaystyle U={\frac {P}{I}}}
{\displaystyle U=IR\!\ }
Где је: =напон, =струја, =отпор, =снага

### Изменична кола
{\displaystyle U={\frac {P}{IZ\cos \theta }}}
{\displaystyle U={\frac {\sqrt {PZ}}{\sqrt {\cos \theta }}}\!\ }
{\displaystyle U={\frac {\sqrt {PR}}{\cos \theta }}}
Где је: =напон, =струја, =отпор, =снага, Z=импеданса, θ=фазни угао

### Изменично претварање
{\displaystyle U_{avg}=.637U_{pk}\!\ }
{\displaystyle U_{rms}=.707U_{pk}\!\ }
{\displaystyle U_{ppk}=.354U_{rms}\!\ }
{\displaystyle U_{avg}=3.142U_{ppk}\!\ }
{\displaystyle U_{rms}=.9U_{avg}\!\ }
{\displaystyle U_{pk}=.5U_{ppk}\!\ }
Где је: 
  = вршни напон, 
  = напон ођврха-до-врха, 
  = средњи напон, 
  = ефективни напон (енгл. Effective Voltage)

### Укупан напон
Серијски спој напонских извора:
{\displaystyle U_{T}=U_{1}+U_{2}+U_{3}+...\!\ }
Паралелни спој напонских извора:
{\displaystyle U_{T}=U_{1}=U_{2}=U_{3}=...\!\ }

### Падови напона
На отпорнику (отпорник n):
{\displaystyle U_{n}=IR_{n}\!\ }
На кондензатору (кондензатор n):
{\displaystyle U_{n}=IX_{n}\!\ }
На завојници (завојница n):
{\displaystyle V_{n}=IX_{n}\!\ }
Где је: =напон, =струја, =отпор, X=реактанса

## Примери

### Напонски извори
Уобичајени извори ЕМС су:
- батерија
- динамо (разлика потенцијала се генерише на крајевима електрично проводљивог материјала који се креће окомито на смер магнетског поља
- електростатичка индукција (када се два различита електрично изолирајућа материјала међусобно трљају ствара се електростатски избој)
- кондензатор (у ствари елемент за похрану енергије произведене на неком другом извору)

### Уобичајени напони
Номинални напони познатих извора:
- Радни потенцијал неуронске ћелије: 40 миливолти
- Један чланак, једнократне батерије (нпр. AAA, AA, C и D чланци): 1,5 волти[11]
- Електрични систем аутомобила: 12 волти[11]
- Домаћинства: 120 волти Северна Америка, 230 волти Европа
- Високонапонски далековод: 110 киловолти и више(1150 kV је рекорд из 2005)
- Муња: 100 мегаволти

## Мерни инструменти
Инструменти за мерење разлике потенцијала обухваћају волтметар, потенциометар (као мјерни склоп) и осцилоскоп. Волтметар ради на принципу мерења струје кроз стабилни отпорник, која је према Омовом закону, пропорционална разлици потенцијала на крајевима отпорника. Потенциометар ради на принципу уравнотежења непознатог напона насупрот познатом напону у мосном споју. Катодни осцилоскоп ради на принципу да појачава разлику потенцијала и користи је за отклањање електронског снопа (електронске зраке) из равне путање, па је тако настали отклон пропорционалан разлици потенцијала.

## Историја волта
Године 1800, као резултат професионалног сукоба око галванске реакције коју је заговарао Луиђи Галвани, Алесандро Волта развија по њему назван Волтин чланак, претечу данашњих батерија, које производе стабилну електричну струју. Волта је утврдио најделотворнији пар, цинк и сребро, разноврсних метала који производе електрицитет. У 1880-ој је Међународна електротехничка комисија (енгл. International Electrotechnical Commission) IEC, потврдила волт као јединицу за мерење електромоторне силе. Волт је дефинисан као разлика потенцијала на проводнику када кроз њега протиче струја од једног ампера при чему се дисипира снага од једног вата.
Пре открића Џозефсоновог споја као еталона волта, волт се чувао у националним лабораторијима у специјално конструираним батеријским чланцима званима стандардни чланци. САД су од 1905. до 1972. користиле Вестонов чланак.